# Мануил Комнин (сын Андроника I)
Мануил Комнин (греч. Μανουήλ Κομνηνός; около 1143, Константинополь — предп. 1185, Константинополь) — севастократор, старший сын византийского императора Андроника I Комнина от первый жены Ирины Айнейадиссы.
Возможно, около 1180 года Мануил женился на Русудан, дочери грузинского царя Георгия III. Таким образом, он стал зятем грузинской царицы Тамары. У Мануила и Русудан было два сына, Алексей и Давид Комнины, которые должны были стать соправителями Трапезундской империи. Алексей родился около 1182 года; дата рождения Давида предположительно приходится на 1184 год.
В конце 1183 года после того как его отец стал императором, он захотел женить сына на Анне Французской — вдове предшественника его отца — Алексея II Комнина. Но Мануил отказался и его отец сам женился на Анне.
В сентябре 1185 года, когда его отец был свергнут и убит, Мануил был ослеплён. Возможно, он в результате этого скончался; во всяком случае, в том году он исчез из исторических записей.